# Força Jovem Esporte Clube (Lavandeira)
O Força Jovem Esporte Clube é um clube de futebol brasileiro da cidade de Lavandeira (Tocantins), no estado do Tocantins. Suas cores são Azul e Branco. O local de disputa de jogos é o Complexo Esportivo Professor Leyvalmir Rodrigues com capacidade para 5.000 espectadores.

## História
Fundado em 2012, se profissionalizou no mesmo ano que foi fundado para a disputa da segunda divisão do Campeonato Tocantinense de Futebol, terminou em 4º lugar entre oito times.

### Período de Licença
Licenciou entre 2013 e 2017.

### 2018
Em 2018, o clube voltou à ativa. Disputando o Campeonato Tocantinense de 2018 - Segunda Divisão, com um eleco completo de 30 atletas. e conseguiu o acesso à elite do Campeonato Tocantinense do ano seguinte.
A campanha da equipe surpreendeu. Liderando o Grupo A em seis das 10 rodadas. Com seis vitórias, um empate e apenas uma derrota, a equipe somou 19 pontos, termindando a primeira fase em primeiro lugar do grupo A. Chegou à final ao passar pela equipe do Arsenal de Tocantinópolis em uma semi-final decidida nos penaltis, quando o Força Jovem venceu as penalidades ao marcar seis enquanto seu adiversário marcou cinco, já que as duas partidas terminaram em empates pelo placar de 2 a 2.
Na final, o Força Jovem emprentou a equipe do Clube Atlético Cerrado, qua havia chegado a final ao vencer a equipe do Alvorada pelo placar agregado de 6 a 2. A primeira partida terminou em 0 a 0, levando a decisão para a segunda partida. A equipe de Lavandeira chegou a marcar um gol, mas o Atlético Cerrado marcou dois e ficou com o título.

### 2019
Em 2019, disputou o Campeonato Tocantinense de 2019 pela primeira vez, se classificou para a segunda fase, enfrentou na 2ª fase o Sparta, venceu os 2 jogos e se classificou para as semi-finais, onde enfrentou o Tocantinópolis e foi eliminado.

## Desempenho em Competições Oficiais
Campeonato Tocantinense
| Ano  | 2019 | 2020     |
| Pos. | 3°   | Desistiu |
| ---- | ---- | -------- |

Campeonato Tocantinense (2ª Divisão)
| Ano  | 2012 | 2013 | 2014 | 2015 | 2016 | 2017 | 2018 |
| Pos. | 4º   | —    | —    | —    | —    | —    | 2º   |
| ---- | ---- | ---- | ---- | ---- | ---- | ---- | ---- |

Legenda:
     Vice-campeão